# Ricardo Flores Magón, Villaflores
Ricardo Flores Magón är en ort i Mexiko.   Den ligger i kommunen Villaflores och delstaten Chiapas, i den sydöstra delen av landet, 700 km sydost om huvudstaden Mexico City. Ricardo Flores Magón ligger 739 meter över havet och antalet invånare är 430.
Terrängen runt Ricardo Flores Magón är huvudsakligen kuperad. Ricardo Flores Magón ligger nere i en dal. Runt Ricardo Flores Magón är det ganska glesbefolkat, med 28 invånare per kvadratkilometer. I omgivningarna runt Ricardo Flores Magón växer huvudsakligen savannskog.